# 安伯·巴雷特
安伯·巴雷特（英語：Amber Barrett；1996年1月16日—），爱尔兰共和国女子足球运动员，司职前锋，目前效力于标准列日和爱尔兰共和国国家女子足球队。她曾代表爱尔兰参加2023年国际足联女子世界杯。